# Tour du Pays de Montbéliard
Die Tour du Pays de Montbéliard ist ein Straßenradrennen für Männer in Frankreich.
Das Etappenrennen wurde erstmals in der Saison 2021 ausgetragen und besteht aus einem Prolog und zwei Etappen. Die Strecke führt durch die Ausläufer des französischen Jura um die Stadt Montbéliard im Südosten des Départements Doubs. Das Rennen ist Bestandteil der UCI Europe Tour und in die Kategorie 2.2 eingestuft.

## Palmarès
| Jahr | Sieger              | Zweiter         | Dritter         |
| ---- | ------------------- | --------------- | --------------- |
| 2020 | Stefan Bennett      | Stuart Balfour  | Clément Carisey |
| 2021 | Maurice Ballerstedt | Lorenzo Germani | Reuben Thompson |
| 2022 | Michael Kukrle      | Ewen Costiou    | Dylan George    |
| 2023 | Sten Van Gucht      | Martin Tjøtta   | Laurens Sweeck  |